# سرم رینگر

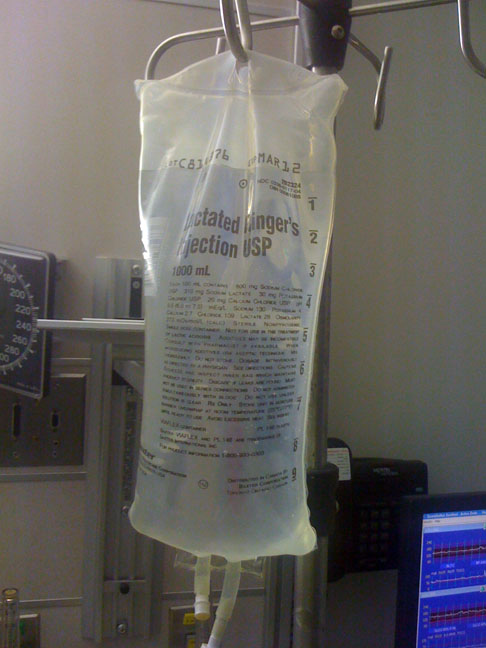
یک لیتر از محلول رینگر لاکتات تجویز شده از راه وریدی

محلول رینگر (به انگلیسی: Ringer's solution) یا سرم رینگر ترکیبی است از چند نوع نمک حل‌شده در آب که هدف از آن، ایجاد محلولی هم‌فشار (ایزوتونیک) با مایعات بدن جانوران است. این محلول معمولاً شامل کلرید سدیم، کلرید پتاسیم، کلرید کلسیم و بی‌کربنات سدیم است. بی‌کربنات برای تنظیم پی‌اچ (pH) محلول به کار می‌رود. گاهی مواد دیگری هم به آن افزوده می‌شود، مانند منابع سوختی برای سلول‌ها (مثل آ‌تی‌پی و دکستروز)، همچنین آنتی‌بیوتیک‌ها و داروهای ضدقارچ.
نام گروه دارویی سرم رینگر، محلول‌های کریستالوئیدی حاوی الکترولیت‌ها، و اشکال دارویی آن سرم ۵۰۰ یا ۱۰۰۰ سی‌سی است.

## ترکیب
محلول رینگر معمولاً حاوی NaCl، KCl، CaCl2 و NaHCO3 است و گاه مواد معدنی دیگری مانند MgCl2 نیز در آب مقطر در آن حل می‌شوند. نسبت دقیق این ترکیب‌ها از یک گونه جانوری به گونهٔ دیگر فرق می‌کند، به‌ویژه میان جانورانی که با محیط دریایی هم‌فشارند (اُسموکانفورمر) و آن‌هایی که تعادل فشار اسمزی را فعالانه تنظیم می‌کنند (اُسمورِگولاتور).
ترکیبات شیمیایی:
Na+ = 147 mEq/lit
K+ = 4 mEq/lit
Ca++ = 4 mEq/lit
Cl- = 155 mEq/lit
توضیح: مجموع اکیوالان یون‌های مثبت باید با مجموع اکیوالان یون‌های منفی برابر باشد.

## کاربردها
محلول رینگر اغلب در پزشکی انسانی و دامپزشکی برای آبرسانی درون‌سیاهرگی (داخل‌وریدی) یا زیرپوستی استفاده می‌شود و به‌ویژه در درمان کاهش حجم خون (هیپوولمی) به‌کار می‌رود تا حجم مایع درون عروق را افزایش دهد. همچنین در آزمایش‌های خارج از بدن (in vitro) روی اندام‌ها یا بافت‌ها، مانند آزمایش عضله نیز به کار می‌رود. نسبت دقیق یون‌های محلول ممکن است بسته به ردهٔ جانوری تغییر کند و برای پرندگان، پستانداران، ماهیان آب شیرین، ماهیان دریایی و... دستورهای متفاوتی دارد.
محلول رینگر ممکن است در درمان برخی بیماری‌ها نیز به کار رود، مانند شست‌وشوی آرتروسکوپیک در موارد آرتریت عفونی. همچنین از این محلول در پزشکی برای جایگزینی مایعات خارج‌سلولی و بازگرداندن تعادل شیمیایی بدن در درمان کم‌آبی ایزوتونیک استفاده می‌شود.
در جایگزینی الکترولیت‌های از دست رفته، در مواردی که از دست دادن یون کلر بیشتر از یون سدیم باشد، مانند گاستروآنتریت، در تغذیه پارانترال کوتاه‌مدت به همراه سایر محلولهای تزریقی، درمان دهیدراتاسیون ناشی از اسیدوز دیابتی، در جایگزینی مایعات از دست رفته در حین عمل جراحی در صورت نبودن رینگر لاکتات محلول مناسب تری نسبت به سایر محلول‌های تزریق است، در شوک هیپوولومیک بر سایر محلول‌های قندی نمکی ارجحیت دارد، به همراه سایر محلولها در سرم تراپی به منظور جلوگیری از هیپوکالمی به همراه مدرهای تزریقی مانند فوروزماید و سایر محلول‌های دیورتیک مانند مانیتول استفاده می‌شود.

## تاریخچه
محلول رینگر به نام سیدنی رینگر نام‌گذاری شده است که بین سال‌های ۱۸۸۲ تا ۱۸۸۵ نشان داد برای اینکه بتوان قلب یک قورباغه را خارج از بدن برای مدتی طولانی به تپش نگه داشت، محلولی که از روی آن عبور می‌کند باید به نسبت معینی شامل نمک‌های سدیم، پتاسیم و کلسیم باشد. در دههٔ ۱۹۳۰، الکسیس هارتمن با افزودن لاکتات سدیم به آن، نوعی جدید از این محلول به نام محلول رینگر لاکتاته را توسعه داد.

## مکانیسم اثر
این سرم چند الکترولیتی است و شامل سدیم، پتاسیمکلسیم و کلر می‌باشد. رینگر یک محلول آیونی است که حجم خون را افزایش داده و تعادل آب و الکترولیتها را برقرار می‌سازد. اگر چه با انفوزیون محلولهای نرمال سالین یا سرم قندی نمکی، مقادیری از نیازهای بیماران (موادقندی، آب، Na و Cl) تأمین می‌گردد، اما در تزریق این‌گونه محلولها با تشدید دیورز، به علت دفع پتاسیم از طریق ادرار، بیماران در خطر هیپوکالمی قرار می‌گیرند. اما سرم رینگر علاوه بر دارا بودن NaCl به مقدار مشابه در سرم نرمال سالین حاوی مقادیری K+ و Ca++ با غلظت ایزوتونیک می‌باشد. در واقع رینگر نرمال سالینی است که مقادیری K+ و Ca++ به آن اضافه شده‌است. از نظر غلظت اسمزی محلولی ایزوتونیک بوده، اسمولاریته آن در حدود ۲۱۰ میلی اسمول در لیتر می‌باشد؛ بنابراین با تزریق رینگر به همراه سایر الکترولیتها مقادیری از پتاسیم مورد نیاز بیماران N.P.O تأمین می‌گردد.
نارسایی کلیه، اسیدوز متابولیک و آلکالوز، خیز، نارسایی احتقانی قلب. مصرف در بارداری و شیردهی مجاز است. در نارسایی کلیه بدن نمی‌تواند پتاسیم موجود در این محلول را دفع کند و ممکن است پتاسیم تا حد خطرناکی در بدن تجمع یابد.
عت به یون بی‌کربنات متابولیزه می‌شود، در تنظیم تعادل اسید - باز دخالت دارد. این سرم برای جایگزینی مایعات و الکترولیتهای از دست رفته، برقراری تعادل مجدد آب و الکترولیت بدن به خصوص قبل و پس از جراحی مصرف می‌شود.. اما سرم رینگر علاوه بر دارا بودن NaCl به مقدار مشابه در سرم نرمال سالین حاوی مقادیری K+ و Ca++ با غلظت ایزوتونیک می‌باشد. در واقع رینگر نرمال سالینی است که مقادیری K+ و Ca++ به آن اضافه شده‌است. از نظر غلظت اسمزی محلولی ایزوتونیک بوده، اسمولاریته آن در حدود ۲۱۰ میلی اسمول در لیتر می‌باشد؛ بنابراین با تزریق رینگر به همراه سایر محلولها مقادیری از پتاسیم مورد نیاز بیماران N.P.O تأمین می‌گردد.

## تولیدکنندگان[۱۳]
| نام تجاری دارو                          | تولیدکننده [کشور]                        |
| سرم رینگر دی پی ۱ لیتر                  | دارو پخش - کارخانه [ایران]               |
| سرم رینگر دی پی ۰٫۵ لیتر                | دارو پخش - کارخانه [ایران]               |
| سرم رینگر ثامن ۱ لیتر                   | داروسازی ثامن [ایران]                    |
| سرم رینگر ثامن ۱ لیتر کیسه              | داروسازی ثامن [ایران]                    |
| سرم رینگر ثامن ۰٫۵ لیتر                 | داروسازی ثامن [ایران]                    |
| سرم رینگر ثامن ۰٫۵ لیتر کیسه            | داروسازی ثامن [ایران]                    |
| سرم رینگر ثامن ۲۵۰ سی سی                | داروسازی ثامن [ایران]                    |
| سرم رینگر لاکتات قاضی ۰٫۵ لیتر          | داروسازی شهید قاضی [ایران]               |
| سرم رینگر لاکتات قاضی ۲۵۰ میلی لیتر     | داروسازی شهید قاضی [ایران]               |
| سرم رینگر لاکتات قاضی ۱ لیتر            | داروسازی شهید قاضی [ایران]               |
| سرم رینگر قاضی ۰٫۵ لیتر                 | داروسازی شهید قاضی [ایران]               |
| سرم رینگر قاضی ۱ لیتر                   | داروسازی شهید قاضی [ایران]               |
| سرم رینگر قاضی ۲۵۰ سی سی                | داروسازی شهید قاضی [ایران]               |
| سرم رینگر آی پی پی ۲۵۰ سی سی            | فراورده‌های تزریقی دارویی ایران [ایران]   |
| سرم رینگر آی پی پی ۱۰۰۰ میلی لیتر       | فراورده‌های تزریقی دارویی ایران [ایران]   |
| سرم رینگر آی پی پی ۵۰۰ میلی لیتر        | فراورده‌های تزریقی دارویی ایران [ایران]   |
| سرم رینگر لاکتات آی پی پی ۱ لیتر        | فراورده‌های تزریقی دارویی ایران [ایران]   |
| سرم رینگر لاکتات آی پی پی ۵۰۰ میلی لیتر | فراورده‌های تزریقی دارویی ایران [ایران]   |
| سرم رینگر کوثر 750 میلی لیتری           | فرآورده‌های تزریقی دارویی صادق [کرمانشاه] |